# Reichardia picroides

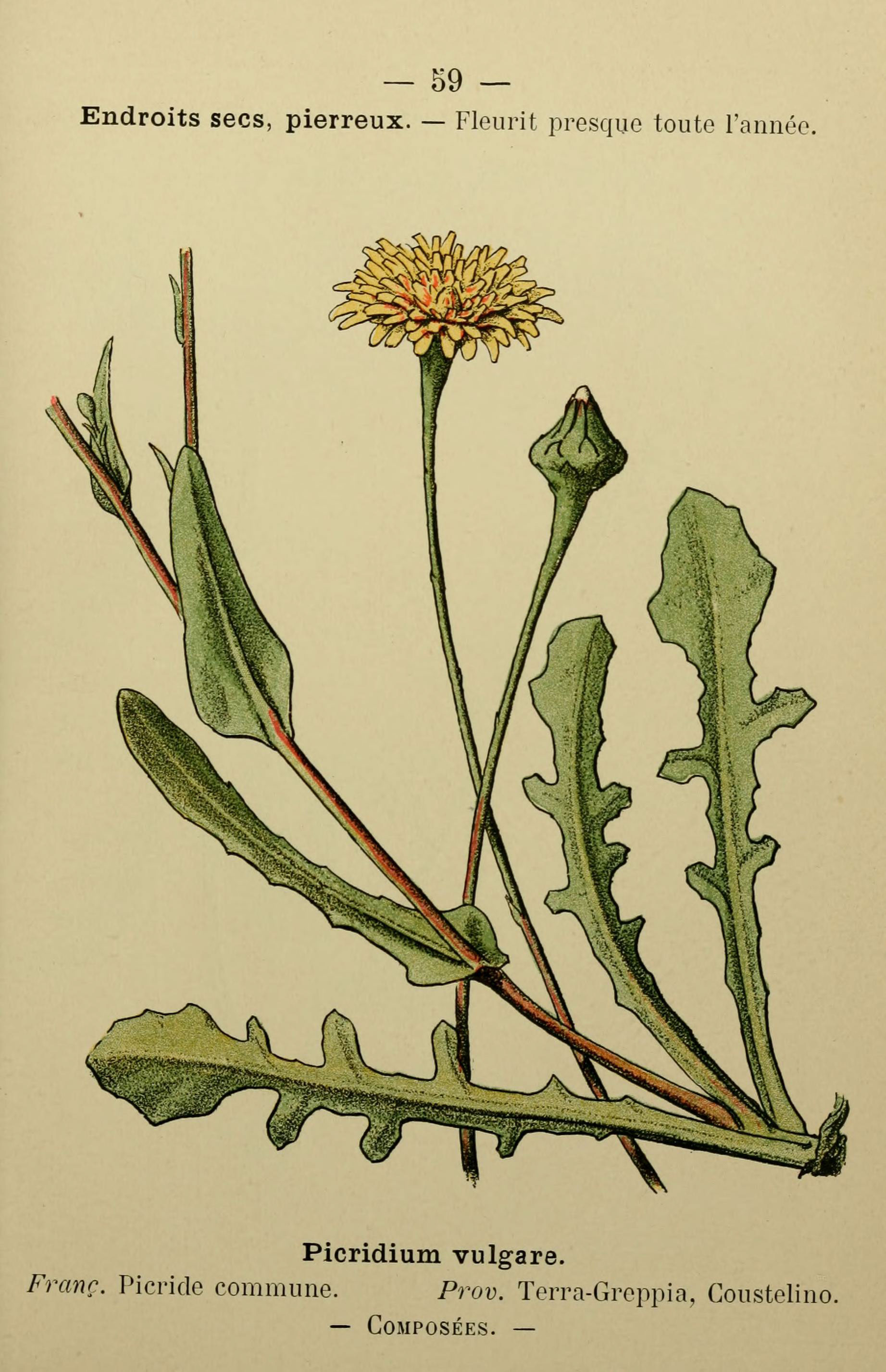
Reichardia picroides, Illustration

Reichardia picroides ist eine Pflanzenart aus der Gattung der Reichardia in der Familie der Korbblütler (Asteraceae). Deutsch wird die Art auch Bittere Reichardie genannt. Der Gattungsname Reichardia ehrt Johann Jacob Reichard (1743–1782), einen deutschen Arzt und Botaniker.

## Merkmale

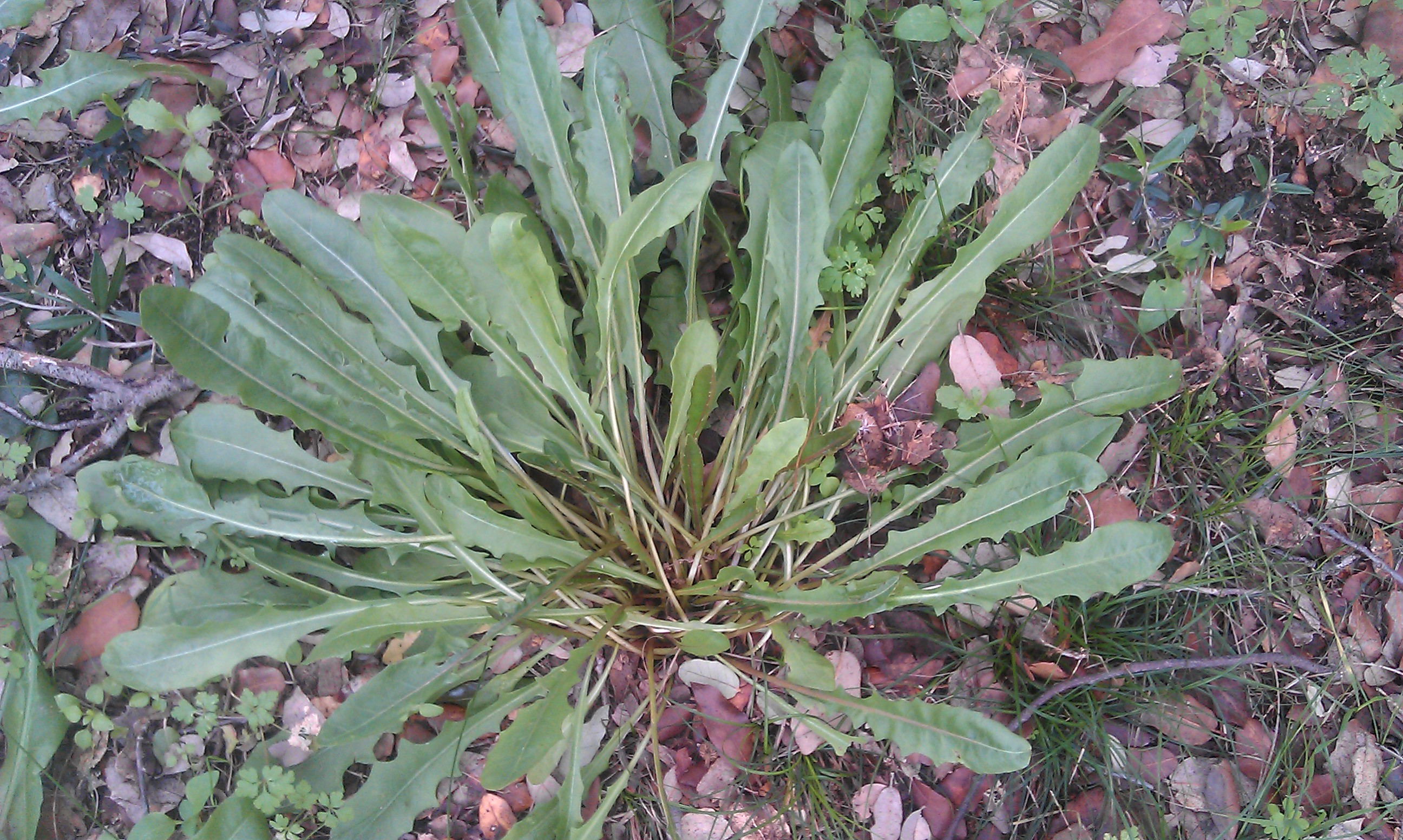
Bittere Reichardie (Reichardia picroides), Blattrosette

Reichardia picroides ist ein ausdauernder Schaft-Hemikryptophyt, der Wuchshöhen von 10 bis 45 Zentimetern erreicht. Der Wurzelstock ist holzig und verdickt. Verzweigung und Blattform der Art sind sehr variabel. Die äußersten Hüllblätter messen 3 bis 5 × 1,5 bis 2,5 Millimeter. Ihr Hautrand ist bis zu 0,5 Millimeter breit. Die Körbchenstiele besitzen schuppenförmige Hochblätter. Die äußeren Hüllblätter des Blütenkopfs sind eiförmig, zugespitzt und mit einem 0,3–0,5 Millimeter breiten Hautrand versehen.
Die Blütezeit reicht von Januar bis Dezember.
Die Chromosomenzahl beträgt 2n = 14.

## Vorkommen
Reichardia picroides kommt im Mittelmeerraum vor. Man findet sie in den Ländern Marokko, Algerien, Tunesien, Libyen, Portugal, Spanien, Gibraltar, auf den Balearen, Frankreich, Monaco, Italien, Sardinien, Sizilien und Korsika, Slowenien, Kroatien, auf der Balkanhalbinsel, in Bulgarien, Kreta, in der Ägäis, Zypern, in der europäischen und asiatischen Türkei, Syrien und im Libanon.
Die Art wächst auf Sand- und Felsküsten, auf trockenem Brachland und auf Ruderalstellen. Auf Kreta ist sie in Höhenlagen von 0 bis 1100 Metern anzutreffen.

## Belege
1. 1 2 3 4  Ralf Jahn, Peter Schönfelder: Exkursionsflora für Kreta. Mit Beiträgen von Alfred Mayer und Martin Scheuerer. Eugen Ulmer, Stuttgart (Hohenheim) 1995, ISBN 3-8001-3478-0, S. 336.
2. 1 2   Peter Schönfelder, Ingrid Schönfelder: Die neue Kosmos-Mittelmeerflora. Franckh-Kosmos-Verlag Stuttgart 2008. ISBN 978-3-440-10742-3. S. 130.
3. ↑   Lotte Burkhardt: Verzeichnis eponymischer Pflanzennamen.  Botanic Garden and Botanical Museum Berlin, Freie Universität Berlin, Berlin 2016. ISBN 978-3-946292-10-4. doi:10.3372/epolist2016.
4. ↑   Tropicos.
5. ↑  Werner Greuter (2006+): Compositae (pro parte majore). – In: W. Greuter & E. von Raab-Straube (Hrsg.): Compositae. Euro+Med Plantbase - the information resource for Euro-Mediterranean plant diversity. Datenblatt Reichardia picroides In: Euro+Med Plantbase - the information resource for Euro-Mediterranean plant diversity.